# Cidade-satélite
Cidade-satélite é uma designação usada para se referir a núcleos urbanos que estão localizadas um pouco perto, mas são essencialmente independentes de núcleos urbanos maiores.

## Brasil
No Brasil, o termo foi historicamente utilizado para designar os núcleos urbanos do Distrito Federal, exceto Brasília, por ser o principal núcleo urbano da região. Essa nomenclatura constava, por exemplo, na Lei nº 3.751, de 13 de abril de 1960, que menciona "Brasília, as cidades satélites e comunidades que a envolvem".
Contudo, a partir da Lei nº 4.545, de 10 de dezembro de 1964, passou-se a adotar oficialmente o termo região administrativa, substituindo o uso de "cidade-satélite" na administração pública e na legislação. Essa lei instituiu a divisão do Distrito Federal em Regiões Administrativas, para fins de descentralização e coordenação dos serviços locais.

## Portugal
No caso de Portugal, tal verifica-se sobretudo nas áreas metropolitanas da Grande Lisboa e do Grande Porto; assim, seriam designadas, no caso da primeira, cidades (e vilas de grande dimensão) como Amadora, Agualva-Cacém, Queluz, Sintra, Cascais, Oeiras, Odivelas, Loures, Sacavém, Alverca, Vila Franca de Xira, Almada, Seixal, Corroios, Amora ou Barreiro.
No caso do Porto, Vila Nova de Gaia, Matosinhos, Gondomar, Maia ou Vila do Conde.